# Компримарио
Комприма́рио (итал. comprimario — «вместе с первым») — оперный артист, исполняющий второстепенные роли.
К ролям второго плана, вспомогательным ролям относят как маленькие роли, в которых артист выходит на сцену ради нескольких фраз (Ризничий в «Тоске», Флора в «Травиате»), так и яркие и запоминающиеся партии (Арлекин в «Паяцах», Князь Гремин в «Евгении Онегине»). Исполнители считают роли компримарио сложными, поскольку даже у маленькой роли по Станиславскому «должна быть биография», выразить характер персонажа актёр должен за отведённое ему короткое время и при этом у него нет возможности исправить ситуацию, если при исполнении роли будет допущена ошибка. Впечатление от исполнения артистами ролей компримарио распространяется на общее впечатление от всей оперы.
Существует мнение, что компримарио — это отдельная профессия.
Артист, исполняющий роли второго плана, выходит на сцену почти каждый день в разных партиях. Его вокальные возможности должны быть достаточно широкими, а техника — универсальной, чтобы достойно исполнять разноплановую музыку. Компримарио, как поддерживающий актёр, должен быть очень артистичным и быть готовым помочь ведущему исполнителю и «спасти» сцену в случае недоразумений.
Некоторые оперные певцы и певицы исполняют исключительно партии второго плана и входят с ними в историю, как Пьеро де Пальма. Партии для таких певческих голосов как контральто и бас-буффо преимущественно являются ролями компримарио (Ульрика в опере «Бал-маскарад», Ваня в опере «Жизнь за царя», Дон Бартоло в «Севильском цирюльнике»). Многие исполнители ведущих ролей начинали свою карьеру с партий компримарио. Многие партии второго плана наряду с главными партиями исполняют ведущие, всемирно известные оперные певцы, например: Дмитрий Хворостовский — Жорж Жермон («Травиата»), Иван Козловский — Юродивый («Борис Годунов»), Йонас Кауфман — Итальянский певец («Кавалер розы»).